# Gymnocephalus ambriaelacus
A Gymnocephalus ambriaelacus a sugarasúszójú halak (Actinopterygii) osztályának sügéralakúak (Perciformes) rendjébe, ezen belül a sügérfélék (Percidae) családjába tartozó faj.

## Előfordulása
A Gymnocephalus ambriaelacus csakis a Duna-medence felső szakaszánál, Németország déli részén, az Ammersee nevű tóban lelhető fel. Az Ammersee endemikus hala.

## Megjelenése
Ez a hal legfeljebb 11,7 centiméter hosszú. A vágó durbincstól (Gymnocephalus cernua) a nagyobb méretű szemei, a háti rész oldalán levő foltok, valamint a mélyebb testfelépítése. A széles durbincstól (Gymnocephalus baloni) is ezek a jellemzők különböztetik meg, továbbá a farokúszó villája mélyebb.

## Életmódja
A Gymnocephalus ambriaelacus mérsékelt övi, édesvízi sügérféle.

## Szaporodása
Májusban, a 3-5 méteres mélységből kifogott, ívásra kész nőstények, hamarosan fogságban lerakták ikráikat. Az ikra 1 milliméter átmérőjű, és egy kissé ragadós. Mivel, csak egy kissé ragadós, az ikra egyaránt a fenékhez rögzülhet vagy a felszínen lebeg.